# Projekt Manhattan

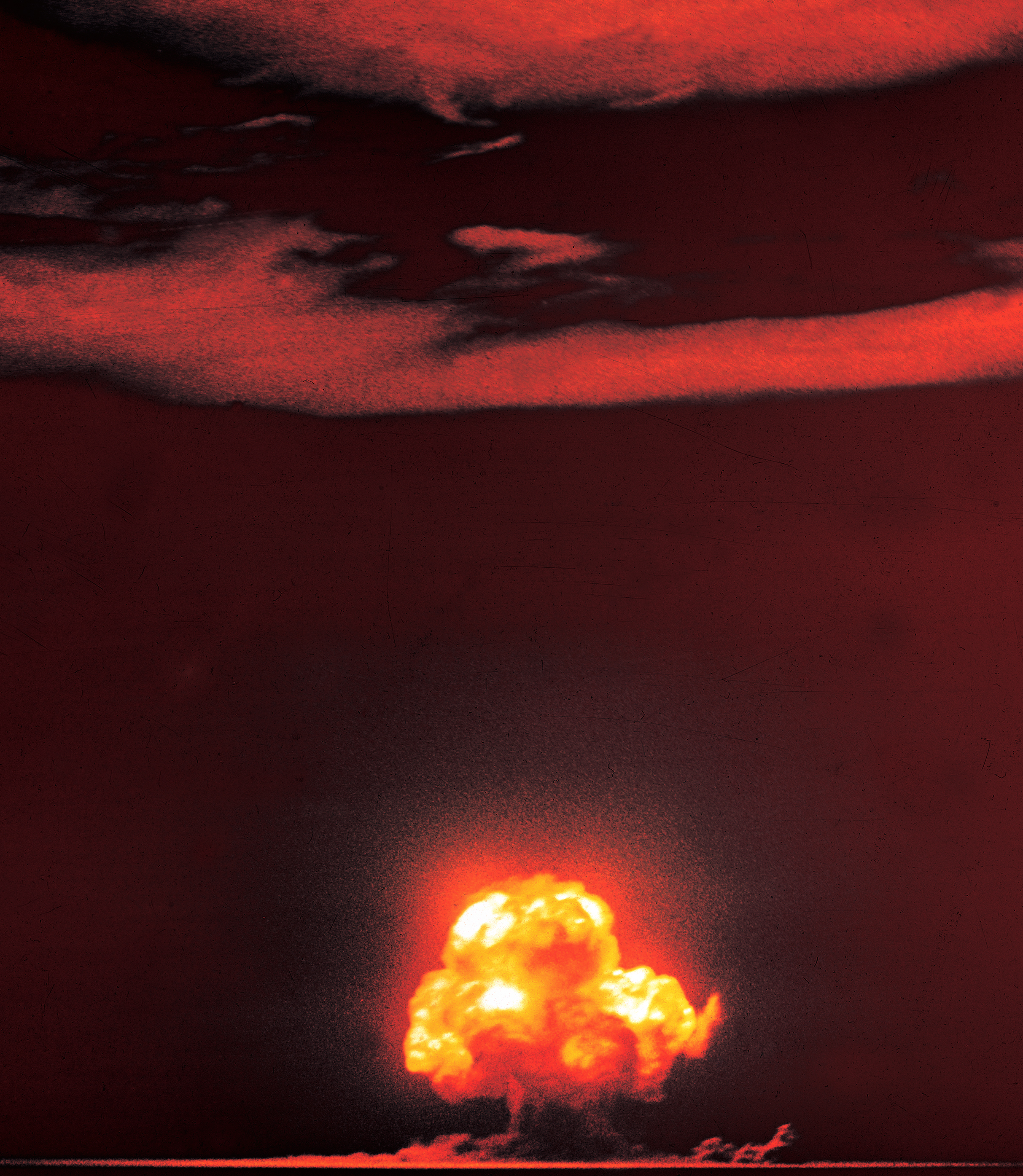
První testovací jaderný výbuch Trinity v roce 1945 (foto Jack Aeby)

Projekt Manhattan, oficiální krycí název Manhattan Engineering District (MED), byl utajený americký vývoj atomové bomby za 2. světové války. Hlavním výsledkem programu bylo vyrobení historicky prvních tří jaderných bomb. První, zkušební plutoniová bomba byla odpálená 16. července 1945 při testu Trinity na střelnici v Novém Mexiku. Little Boy (uranová) a Fat Man (plutoniová) byly 6. a 9. srpna 1945 shozeny na japonská města Hirošima a Nagasaki a zásadně přispěly k ukončení druhé světové války.
Název označuje první fázi amerického jaderného programu v období 1942–1946. Celkové náklady dosáhly sumy přes 2 miliardy tehdejších dolarů, což odpovídá asi 31 miliardám v roce 2024. Přes 90 procent nákladů stála výstavba továren a výroba štěpného materiálu, méně než 10 procent samotný vývoj a výroba atomových bomb.
Výzkumné a výrobní provozy se nacházely na 30 místech v USA, Velké Británii a Kanadě. Projekt Manhattan zaměstnával celkem 225 000 lidí. Dalších 600 000 lidí na něm pracovalo nepřímo, ale převážná většina personálu ani nevěděla, že pracuje na atomové bombě.

## Výzkum radioaktivity

### Objevy radioaktivity a štěpení
Na přelomu 19. a 20. století se štěpením atomu zabývali převážně evropští vědci. V roce 1896 objevil Henri Becquerel radioaktivitu a dokázal, že všechny sloučeniny uranu jsou radioaktivní. V roce 1898 objevili Pierre a Marie Curie radioaktivní prvek radium, což umožnilo další výzkumy v oblasti jaderné fyziky.
V roce 1902 Ernest Rutherford vypracoval teorii radioaktivního rozpadu a v roce 1911 objevil atomové jádro. Rutherfordův model atomu využil v roce 1913 Niels Bohr k vypracování teorie stavby atomu. Neutron následně objevil v roce 1932 James Chadwick a Enrico Fermi již v roce 1934 poprvé neutrony použil k „bombardování“ atomového jádra.
Prvním, kdo rozeznal a popsal řetězovou reakci (a v roce 1936 i princip atomové bomby), byl Leó Szilárd, který si přeměnu prvků pomocí řetězové reakce dal v roce 1934 i patentovat.
V roce 1937 Irène Joliot-Curie objevila dělení uranu působením pomalých neutronů. Atomová fyzika v té době rychle pokračovala a na základě zjištění Irène Curieové byl proveden i úspěšný berlínský experiment profesora Otta Hahna, Fritze Strassmanna a jejich spolupracovníků. Skupině se podařilo experimentálně rozštěpit jádra uranu jejich bombardováním neutrony, přičemž se uvolnilo velké množství energie. Výsledky těchto pokusů nakonec správně objasnila Lise Meitnerová, asistentka Otta Hahna, a její synovec Otto Frisch, který v té době pracoval u Nielse Bohra. Meitnerová a Frisch společně zavedli termín „dělení jádra“ (jako analogii k dělení buněk v biologii) a udělali si obraz o dělení jádra uranu. 
Ukázalo se, že jádro uranu představuje nestabilní útvar, který je připraven na dělení už při malých podnětech, a že při jeho dělení jsou vzniklé části lehčí asi o jednu pětinu hmotnosti protonu. Výsledek těchto pokusů si Otto Frisch ověřil experimentálně v Kodani a také je správně interpretoval – rozdělením jádra uranu po přijetí neutronu se uvolní obrovské množství energie a vznikne tak jaderný rozpad. Několik dní na to Enrico Fermi i Frédéric Joliot-Curie nezávisle na sobě zopakovali pokusy předchozích vědců a získali stejné výsledky.
Frisch a Meitnerová zaslali redakci časopisu Nature dopis, na jehož obsahu se dohodli jen telefonicky. Článek měl název „Rozpad uranu působením neutronů – nový druh jaderné reakce“. List přišel do redakce 16. ledna a zveřejněn byl 18. února 1939. 30. ledna v témže roce předložil své práce ke zveřejnění i F. Joliot-Curie pod názvem „Experimentální důkaz výbušného rozpadu jader uranu a thoria působením neutronů“.

### VUSA na prahu druhé světové války
Niels Bohr pochopil, že Meitnerová a Frisch podali správný výklad Hahnových pokusů. V lednu 1939 Bohr odjel na kratší pobyt do Spojených států a uvědomoval si, že ve fyzice došlo k události velkého významu. V USA se v té době štěpením atomů zabývali vědci působící na Kolumbijské univerzitě v New Yorku, mezi které patřili Enrico Fermi, Leó Szilárd, Walter Zinn a Herbert Anderson. Enrico Fermi a Leó Szilárd potřebovali jen několik týdnů, aby definitivně zformulovali nové poznatky: atom uranu lze rozštěpit na dvě části, přičemž se uvolní obrovské množství energie. V procesu tohoto štěpení vznikají neutrony, které mohou následně rozštěpit další jádra uranu a umožňují tak vznik řetězové reakce.
Některým vědcům bylo již v té době zřejmé, že praktické využití štěpení atomů může vést ke zkonstruování neobyčejně účinných zbraní. Jedině Szilárd však navrhl, aby všichni fyzici v USA, Kanadě, Británii, Dánsku a ve Francii okamžitě přestali zveřejňovat své studie z oblasti jaderného výzkumu. Vědci však s takovou iniciativou nesouhlasili – zejména Enrico Fermi, který emigroval do USA z Itálie kvůli nástupu fašismu k moci a silné cenzuře na tamních univerzitách. Odpor vědců k takové iniciativě byl samozřejmý, protože jejich hlavní pracovní náplní bylo právě publikování nově zjištěných poznatků. Kvůli tlaku představitelů Kolumbijské univerzity byl nakonec i sám Szilárd nucen publikovat svou práci „Řetězová reakce v uranu“. Později se ukázalo, že to byla významná průkopnická práce.
Bohr, který se v USA zdržel od ledna do května 1939, výrazně přispěl k vypracování teorie, která pak vedla k poznatkům, že uran 235 a plutonium mají zvláštní náchylnost ke štěpení. V dubnu 1939 Bohr spolu s Johnem Wheelerem upozornil ve své teoretické studii na skutečnost, že ne všechna jádra uranu se štěpí stejně. Nejlépe se štěpí uran 235. Ve hmotě uranu je pouze jeden atom 235U na 140 atomů 238U, a jejich oddělování je velmi složité. Bohr svými pracemi položil základ k intenzivnějšímu zkoumání problémů jaderných reakcí. V druhé polovině roku 1939 se vědci na celém světě již mohli opírat o další významné teoretické i experimentální objevy v jaderné fyzice. Prvním problémem se ukázal být samotný uran. Snadno štěpný byl jen izotop 235U, jehož podíl mezi přirozeně se vyskytujícími izotopy uranu je však pouze 0,7%. K výrobě atomové bomby bylo potřeba zvýšit jeho koncentraci na více než 90%. Problém se podařilo vyřešit Výzkumné laboratoři válečného námořnictva – Dr. Ross Gunn a Dr. Philip Abelson objevili účinnou a poměrně jednoduchou metodu separace 235U, která nese název po svých objevitelích – Gunn-Abelsonova metoda.
I když všechny tyto objevy vyvolaly ve světě fyziky senzaci, mnoho lidí začalo mít i obavy z možného využití jaderné energie k vojenským účelům. Americký tisk již začal veřejně psát o atomové bombě. Nejvíce znepokojeni však byli vědci, kteří emigrovali do Spojených států. Mnozí z nich odešli do USA zejména kvůli vzrůstající moci Adolfa Hitlera v Německu a kvůli sílícímu antisemitismu v celé Evropě. Dva dny po zahájení okupace Čech a Moravy německými vojsky, 17. března roku 1939, informoval Enrico Fermi na schůzce v budově Ministerstva válečného námořnictva ve Washingtonu o úspěšném berlínském experimentu profesora Otto Hahna a jeho spolupracovníků. Jednání se zúčastnil i admirál S. K. Hooper, který zastával funkci zástupce ředitele námořních operací pro techniku. Vojenské kruhy si však dostatečně neuvědomovaly možnou hrozbu ze strany nacistického Německa, ve kterém došlo k mnoha objevům na poli jaderné fyziky a které disponovalo dostatečnými materiálními i lidskými zdroji k sestrojení atomové bomby.
V létě roku 1939 připlul na lodi Hamburk do New Yorku Werner Heisenberg i s několika kolegy z Německa, se kterými se měl zúčastnit turné po amerických univerzitách. Heisenberg se setkal s Fermim a s Georgem B. Pegramem, tehdejším děkanem fyzikální fakulty na Kolumbijské univerzitě, který mu na univerzitě nabídl místo stálého profesora. I když Heisenberg nebyl přesvědčený nacista, nabídku odmítl a vrátil se do Německa, kde byl během druhé světové války hlavní osobou německého uranového projektu. Heisenberg až po skončení války prohlásil, že „v létě 1939 mohlo ještě dvanáct lidí zabránit výrobě atomových bomb – kdyby se navzájem dohodli“.

## Poradní výbor pro uran

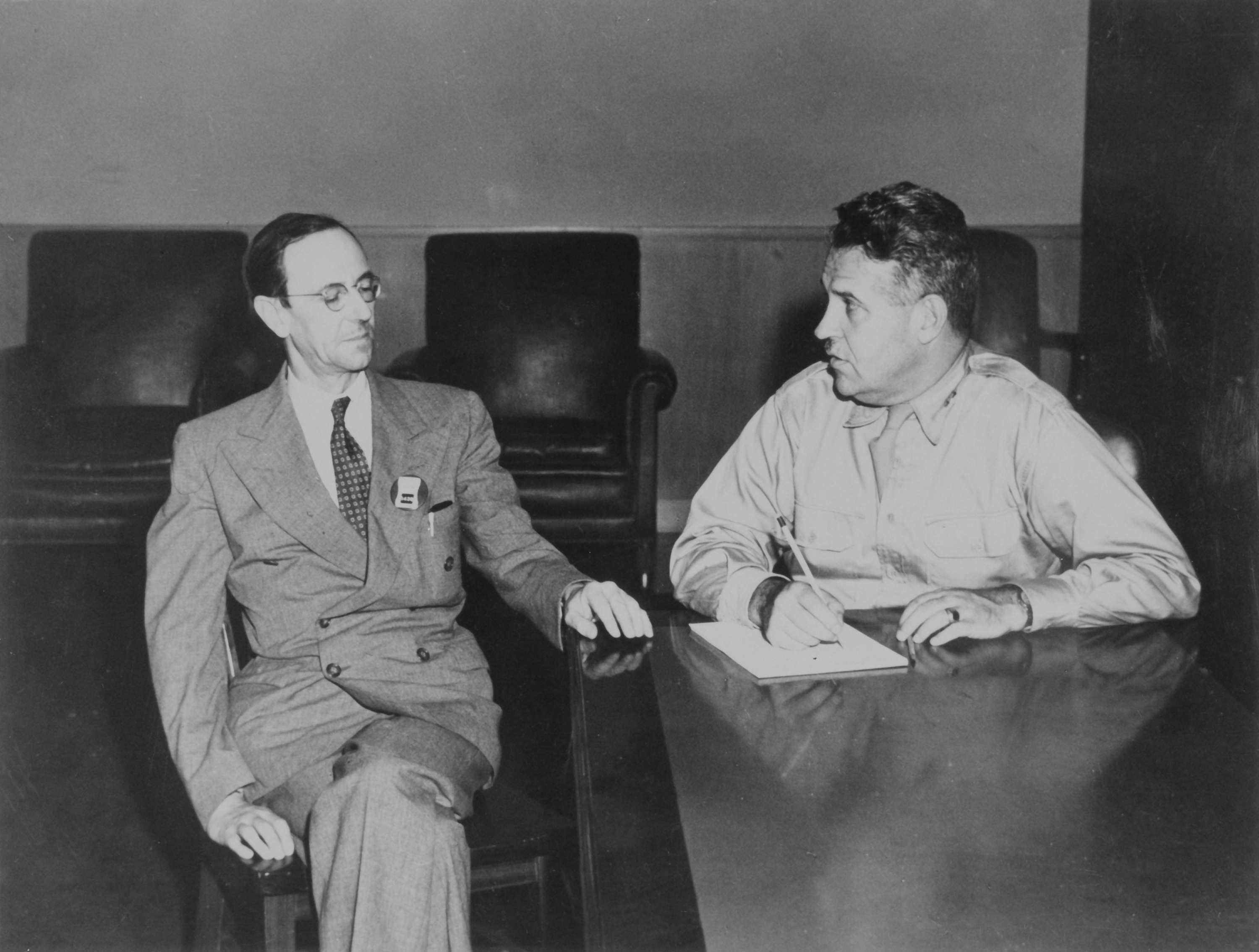
Groves a James Chadwick, vedoucí britské mise

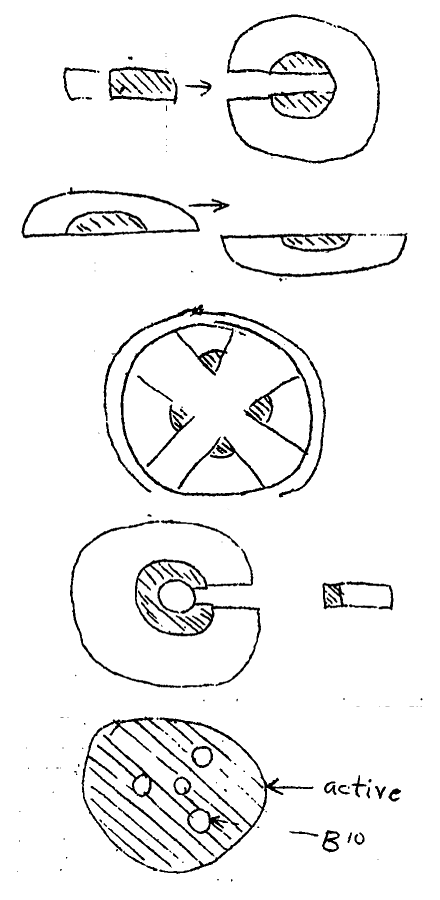
Různé metody výroby atomové bomby prozkoumané v průběhu července 1942

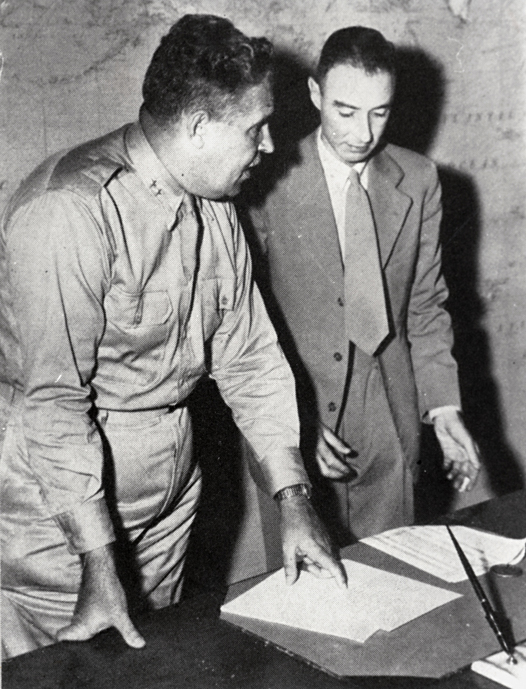
Vůdčí osobnosti projektu – Leslie Groves a Robert Oppenheimer

Koncem léta 1939 se Leó Szilárd spolu s Eugenem Wignerem a Edwardem Tellerem shodli, že nejlepší by bylo na celou situaci kolem řetězových reakcí a jejich využití upozornit některého z vlivných politiků. Proto se rozhodli napsat dopis, který byl 2. srpna odeslán prezidentovi Franklinu D. Rooseveltovi a který byl podepsán Albertem Einsteinem. Einstein byl v té době pravděpodobně nejpopulárnější fyzik v celých Spojených státech a byl známým pacifistou. 
Prezidentu Rooseveltovi byl však Einstein-Szilárdův list doručen až 11. října, kdy již v Evropě přes měsíc probíhala druhá světová válka. Upozornili ho v něm na možnost sestrojení „výjimečně silných bomb nového typu“. Prezidenta zpočátku dopis vědců příliš nepřesvědčil. Druhý den se ještě jednou setkal s Alexandrem Sachsem, který mu dopis den předtím doručil, a po krátkém rozhovoru se rozhodl jednat. Roosevelt přikázal řediteli Úřadu pro normalizaci Lymanu Briggsovi, aby byla v co nejkratším čase vypracována zpráva o perspektivách využití jaderných vlastností uranu a byl zřízen Poradní výbor pro uran (přezdívaný „Uranový výbor“).

### Uranový výbor
Na první schůzi „Uranového výboru“ v říjnu 1939 byli přizváni kromě Alexandra Sachse a dvou dělostřeleckých odborníků i fyzici Szilárd, Wigner a Teller. Výbor předložil prezidentovi Spojených států svou zprávu 1. listopadu 1939. Ve zprávě poukázal na reálnou možnost využití atomové energie a také na možnost výroby atomové bomby. O udělení první dotace ve výši 6 000 dolarů informoval 20. února 1940 Lyman Briggs vojenského pobočníka prezidenta Roosevelta, generála Watsona.
Ze Szilárdova podnětu poslal Einstein 7. března 1940 další dopis Rooseveltovi, ve kterém ho upozorňoval na zvýšený zájem nacistického Německa o uran a na to, že práce je třeba urychlit. Einstein v dopise mimo jiné napsal: „Dozvěděl jsem se, že v Německu se v tajnosti provádí výzkum zejména ve Fyzikálním ústavu císaře Viléma. Tento ústav byl přesunut pod správu vlády a v současné době tam pracuje skupina fyziků pod vedením Carla Friedricha von Weizsäcker spolu s Chemickým ústavem na řešení problémů uranu...“. I přesto však celý výzkum postupoval poměrně pomalu, zejména kvůli velké byrokracii okolo programu.
Příští schůze „Uranového výboru“ se konala 28. dubna 1940. V té době už vědci věděli, že štěpení vyvolané neutrony probíhá pouze v případě uranu 235U. Kromě toho bylo zjištěno, že v Německu byli výzkumem uranu pověřeni pracovníci Fyzikálního ústavu císaře Viléma. Na výboru byla projednána i otázka, jak celý výzkum v USA podpořit a jak ho i lépe zorganizovat.
Zvláštní poradní skupina, kterou vytvořil Lyman Briggs při úřadu pro normalizaci, 15. června 1940 projednala celkovou situaci kolem uranového výzkumu. Nakonec byl vysloven požadavek, aby Uranový výbor získal prostředky pro výzkum uranouhlíkového systému. Nedlouho poté byl vytvořen Výzkumný výbor národní obrany (NDRC) a prezident Roosevelt nařídil, aby byl Uranový výbor přeměněn na podvýbor Výzkumného výboru národní obrany. Předsedou NDRC byl jmenován Vannevar Bush, podvýbor měl nadále na starosti Briggs, ale k tomuto výboru už nebyl přizván ani jeden cizinec.

### S1 NDRC
V létě roku 1940 požádali fyzici působící na Kolumbijské univerzitě o částku 140 000 dolarů na další výzkumy. Do listopadu 1941 stál výzkum již kolem 300 000 dolarů. V tomto období se celý atomový projekt označoval jako S 1 NDRC. Briggs se na jaře roku 1941 obrátil na Bushe s žádostí o zřízení informačního výboru. Nový výbor vznikl při Národní akademii věd a v jeho čele stál Arthur H. Compton. Tento výbor měl zhodnotit vojenský význam uranového projektu a stanovit výši prostředků potřebných pro jeho výzkum. Po přezkoumání celého problému v Národní akademii věd byly předloženy zprávy, na jejichž základě Bush dospěl k závěru, že celý výzkum je třeba značně urychlit. 
Svůj názor předložil i Rooseveltovi, který souhlasil, že výzkum je třeba jednak rozšířit a získat pro něj zvláštní zdroje, a že je třeba uskutečnit i podrobnou výměnu informací s Brity, kteří ve svém výzkumu již také značně pokročili. Na další směřování uranového výzkumu měly velký vliv dva Bushovy závěry: 1. nebezpečí spojené s výrobou atomových bomb využitelných v současné válce je dostatečné k tomu, aby bylo zdůvodněno obrovské úsilí potřebné k jejich vývoji; 2. uranová sekce NDRC neplní funkce, které jí byly svěřeny. S těmito závěry se ztotožnil i prezident Roosevelt. V Bílém domě se s ním sešel viceprezident, ministr obrany, náčelník generálního štábu, předseda NDRC Vannevar Bush a jeho zástupce James Conant, aby poprvé na nejvyšší politické úrovni projednali otázky týkající se atomové energie. Následně došlo i k reorganizaci vedení sekce S 1. Zástupcem vedoucího uranového podvýboru Briggse se stal G. Pegram a členem vedení se stal Conant. Byli jmenováni i zmocněnci pro nové úkoly – Arthur Compton, Ernest Orlando Lawrence a Harold Urey.
V roce 1941 ve svých výzkumech již značně pokročili i vědci. Skupině chemiků a fyziků vedené Glennem Seaborgem a Edwinem McMillanem se podařilo 6. března 1941 přeměnit jeden chemický prvek na jiný. Bombardováním 238U neutrony se jim podařilo získat dosud neznámý prvek s protonovým číslem 94, který byl později nazván plutoniem. Před vědci se tímto pokusem otevřel zcela nový pohled na štěpení atomů. Z jedné tuny přírodního uranu se daly separací vyrobit 4 kg 235U, ale řetězovou reakcí neutronů s uranem mohli získat 0,60 kg plutonia, které má vynikající explozivní účinky. Byl to první experimentální důkaz, že USA jsou schopny vyrobit atomovou bombu z plutonia ještě před koncem války, i když pozdější výpočty a zkušenosti tyto údaje upravily na 7 kg uranu z tuny.
Dne 6. prosince 1941 zasedla komise, která měla rozhodnout o reorganizaci S 1. Jen o den později Japonská císařská armáda přepadla vojenskou základnu Pearl Harbour a v myšlení politických i vojenských představitelů nastal zlom. Spojené státy vstoupily do druhé světové války.
Dne 17. června 1942 předložil Bush Rooseveltovi zprávu, která nastínila možnosti atomových zbraní. Rýsovaly se čtyři cesty k získání štěpných materiálů. V případě uranu to mohla být metoda difuzního, elektromagnetického nebo odstředivého dělení izotopů. Čtvrtou cestou byla výroba plutonia řetězovou reakcí. V té době však ani vědci pracující na jednotlivých výzkumech nevěděli, která metoda by byla nejúčinnější a zároveň nejrychlejší. Bylo také rozhodnuto, že celý projekt už nebude pod správou vědců, ale že ho bude řídit přímo armáda. Ministerstvo obrany 18. července velitelem atomových výzkumů jmenovalo plukovníka ženijní služby Jamese C. Marshalla. Podle sídla jeho štábu v newyorské čtvrti Manhattan vzniklo i nové označení projektu – Projekt Manhattan.
Nový útvar byl oficiálně vytvořen 13. srpna 1942 a dostal krycí název Projekt DSM, (Development of Substitute Materials – Vývoj náhradních materiálů). Ředitelem projektu byl jmenován brigádní generál ženijních vojsk Leslie Groves. Plukovník Marshall získal funkci hlavního inženýra.

## Manhattan Engineering District

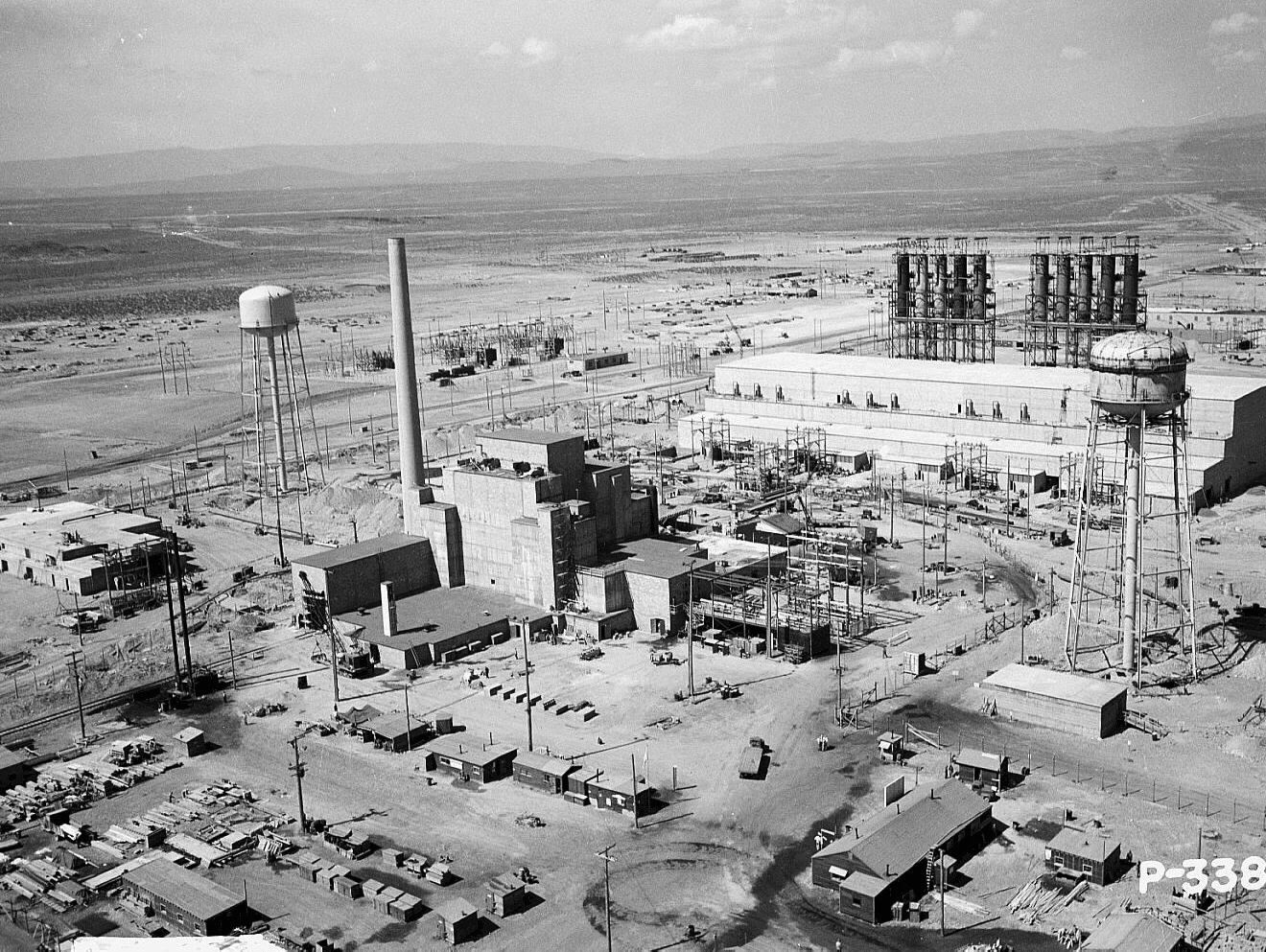
Letecký snímek reaktoru v Hanfordu, červen 1944

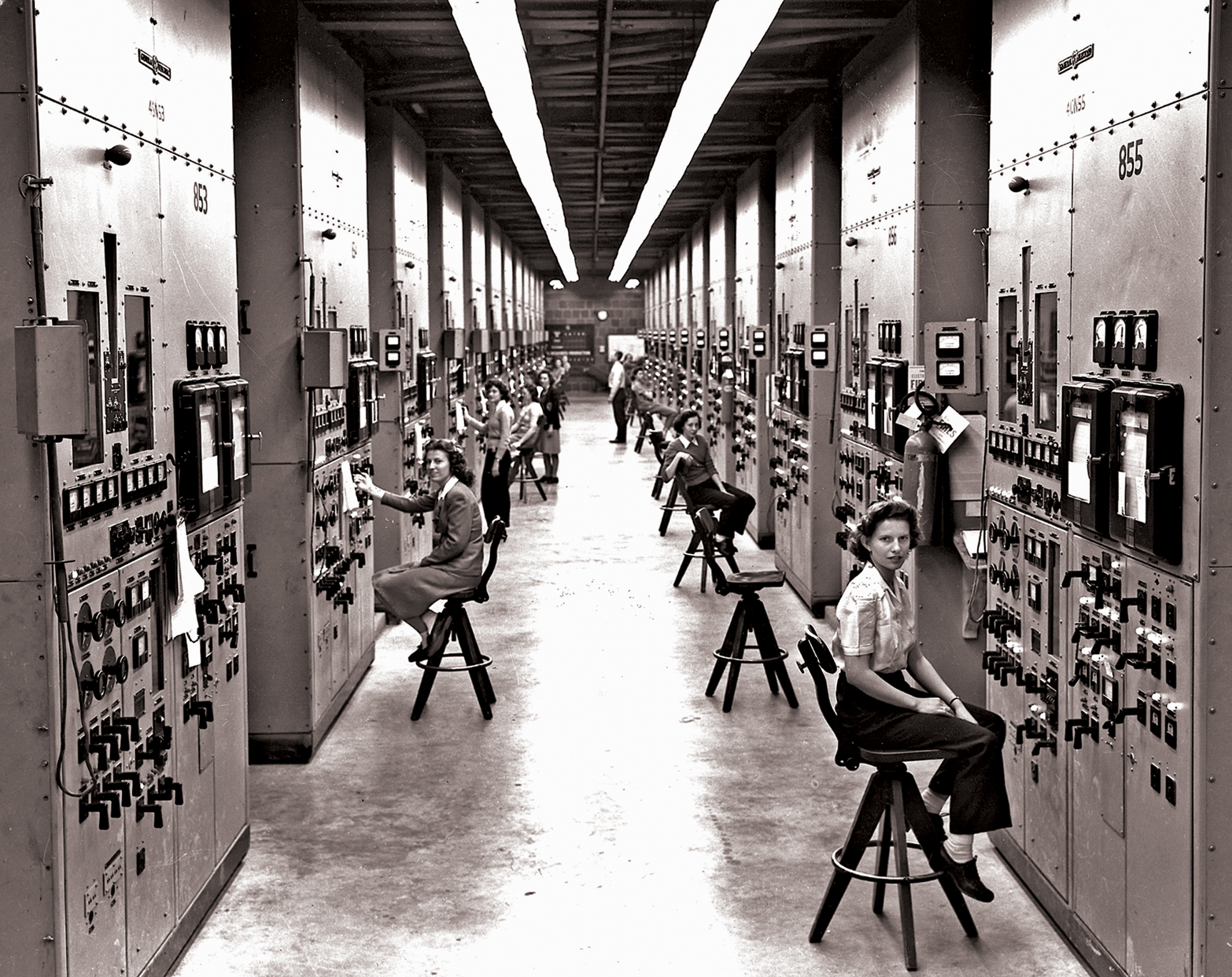
Ed Westcott: Operátoři na hmotnostním spektrometru Calutron během druhé světové války, národní nukleární bezpečnostní komplex Y-12, projekt Manhattan, Oak Ridge. Spektrometry se používaly pro výrobu štěpného materiálu z uranové rudy. Během projektu Manhattan lidé pracovali v tajnosti a neměli žádnou představu, k čemu jejich práce nakonec slouží. Gladys Owensová, žena sedící v popředí, si uvědomila co dělala až 50 let poté, když spatřila tuto fotografii na veřejné výstavě

Po poradě dne 23. září 1942, jíž se kromě jiných zúčastnil i Franklin D. Roosevelt a Leslie Groves, byl celý program značně urychlen. Při výstavbě závodů a potřebných laboratoří se vycházelo především z požadavků na utajení celého programu. V údolí řeky Tennessee vzniklo město Oak Ridge se 79 000 obyvateli. V závodech tohoto města byl z uranové rudy získáván uran 235. V poušti na břehu řeky Columbia ve státě Washington vznikl Hanford včetně města Richland, kde byl uran 238 přeměňován na plutonium. V listopadu 1942 bylo na návrh Roberta Oppenheimera rozhodnuto, že zařízení ke zkonstruování atomové bomby vznikne v Los Alamos ve státě Nové Mexiko. Toto zařízení získalo kódové označení Site Y. Na tomto místě se měly řešit všechny problémy týkající se atomové bomby, od matematických výpočtů až po její konstrukci.
Projekt Manhattan se skládal z několika dílčích projektů, které byly řízeny různými fyziky. Robert Oppenheimer byl vedoucím vývoje atomové bomby v tajné laboratoři v Los Alamos. Další fyzik Ernest Lawrence řídil radiační laboratoř Kalifornské univerzity (laboratoř po něm byla později pojmenována). Zdokonalovala se tam elektromagnetická metoda separace izotopů uranu. Laboratoř sloužila jako zkušební závod zařízení Y-12 na obohacování uranu v Oak Ridge, kde bylo získáno i podstatné množství uranu potřebného k výrobě bomby Little Boy, která byla shozena na Hirošimu. Harold Urey řídil projekt Kolumbijské univerzity, který byl zaměřen na výstavbu závodu na získávání izotopu 235U metodou plynové difúze v Oak Ridge. 
Enrico Fermi, Leó Szilárd, Arthur Compton, Eugene Wigner a další pracovali v nejprve v hutní laboratoři Chicagské univerzity a později v laboratoři X-10 v Oak Ridge, kde položili základy konstrukce a výstavby velkých průmyslových reaktorů v Hanfordu. V těchto reaktorech bylo získáno plutonium pro bombu Fat Man, shozenou na Nagasaki (a také pro první atomovou bombu, která byla vyzkoušena v Alamogordu).
Prvním krokem, který bylo třeba úspěšně zvládnout, byla řízená řetězová reakce. Na podzim roku 1942 se vědcům podařilo překonat téměř všechny překážky k jejímu uskutečnění. Fyzici už měli k dispozici dostatečné množství grafitu, uranu a oxidu uranového. Atomový reaktor měl být postaven nejprve v Arggonském lese, kde se nacházely laboratoře Chicagské univerzity, ale na návrh Fermiho byl nakonec postaven pod západními tribunami univerzitního stadionu Stagg Field. Výstavba reaktoru Chicago Pile-1 začala 16. listopadu 1942 a bylo při ní spotřebováno 46 tun uranu a 385 tun grafitu. Montáž reaktoru probíhala jen podle celkového plánu a podrobně propracované výkresy se nedělaly. Do 2. prosince byly ukončeny všechny přípravy na uskutečnění řetězové reakce štěpení jader uranu a ještě týž den se ji také, poprvé v historii lidstva, podařilo uskutečnit.

### Hlavní pracoviště Projektu Manhattan

Nejdůležitější pracoviště Projektu Manhattan v USA a Kanadě

- Site W (Hanford, stát Washington): zařízení na výrobu plutonia.
- Site X (Oak Ridge, stát Tennessee): výroba obohaceného uranu a výzkum výroby plutonia (v současnosti Oak Ridge National Laboratory).
- Site Y (Los Alamos, stát Nové Mexiko): laboratoře pro vývoj atomové bomby (v současnosti Los Alamos National Laboratory).
- Metallurgical Laboratory (Chicago, Illinois): vývoj jaderného reaktoru (v současnosti Argonne National Laboratory).
- Projekt Alberta (Wendover, Utah a Tinian): přípravy na bojové použití atomových bomb.
- Projekt Ames (Ames, Iowa): výroba surového uranu (v současnosti Ames Laboratory).
- Dayton Projekt (Dayton, Ohio): výzkum a vývoj zušlechťování polonia a jeho průmyslové výroby pro roznětky atomové bomby.
- Projekt Camel (Inyokern, Kalifornie): výzkum výbušnin a nejaderné inženýrství pro bombu Fat Man.
- Projekt Trinity (Alamogordo, Nové Mexiko): testování první atomové bomby (nyní White Sands Missile Range).
- Radiation Laboratory (Berkeley, Kalifornie): výzkum obohacování elektromagnetickou separací (v současnosti Lawrence Berkeley National Laboratory).

Na podzim v roce 1942 Groves nabídl Robertu Oppenheiemrovi, aby se stal ředitelem prací na vývoji atomové bomby. Oppenheimer přišel do Los Alamos v březnu 1943 a do programu se zapojili i vědečtí pracovníci z Princetonské, Kalifornské, Wisconsinské a Minnesotské univerzity.

### Účastníci projektu českého původu
Na projektu se podíleli nejméně dva občané prvorepublikového Československa a jeden americký voják českého původu. Moravský teoretický fyzik židovského původu Georg Placzek pocházel z Brna, z rodiny textilního průmyslníka. Jeho otcem byl Alfred Placzek, syn moravského zemského rabína Barucha Placzka. Matkou byla Marianne Placzek, rozená Pollack, z brněnské průmyslnické rodiny Löw-Beerů. Mezi lety 1928 a 1932 byl stážistou na univerzitách v Utrechtu, Lipsku, Göttingenu, Římě. Do roku 1938 pracoval hlavně v Institutu Nielse Bohra v Kodani (během těchto let absolvoval i další stáže), kde se věnoval fyzice atomového jádra, především neutronů.
Po emigraci do USA pracoval na Cornellově univerzitě ve městě Ithaca, stát New York. Později pracoval jako vedoucí teoretické skupiny v Chalk River u Montrealu v Kanadě, kde se na projektu Manhattan podíleli hlavně Britové (až do roku 1945 byl britský občan, americké občanství získal 11. června 1945). V roku 1945 byl pozván přímo do Los Alamos. Osobně se 16. července 1945 účastnil též prvního zkušební atomového výbuchu (testu Trinity) v poušti u Alamogorda v Novém Mexiku. V lednu roku 1946 Placzek nahradil Hanse Betheho v čele teoretické skupiny. Své působení v Los Alamos ukončil v červnu 1946 ze zdravotních důvodů.
Lilli Hornigová (rodné příjmení Schwenková) se narodila v roce 1921 Ústí nad Labem do židovské rodiny českých Němců. Otec Erwin Schwenk byl chemikem a matka Rascha (původem z Ruska), byla lékařkou. V roce 1929 se celá rodina nejprve přestěhovala do Berlína, ale kvůli nástupu nacismu musela rodina již v roce 1933 emigrovat do Spojených států. Usadili se ve státě New Jersey. Bakalářský titul získala v roce 1942 na Bryn Mawr College, ve studio pokračovala na Harvardu (doktorát získala po válce). Na Harvardu se také seznámila s Donaldem Hornigem, za něhož se později provdala.
Donald Hornig byl uznávaným chemikem a od roku 1944 se oba podíleli  na vývoji jaderných zbraní v tajném výzkumném centru v Los Alamos v Novém Mexiku. Hornig navrhl a vyrobil jednotku, která sloužila jako roznětka plutoniové bomby. Lilli Hornigová se zabývala návrhem vysoce explozivních tvarovaných náloží, které obklopovaly radioaktivní jádro a jejich úkolem bylo zajistit rovnoměrnou implozi (stlačení) plutonia, což bylo pro funkčnost plutoniové bomby zcela zásadní.
Joseph S. Stiborik byl americký voják českého původu, člen posádky bombardéru Enola Gay a operátor radaru při letu, který shodil atomovou pumu na Hirošimu. Jeho otec Antonín Josef Stibořík se narodil v obci Blazice (okres Kroměříž, Zlínský kraj) a v USA byl redaktorem českých časopisů. Matka Cecílie, rozená Capáková se narodila v Lotrinkovicí, což je místní část obce Lysůvky, která je nyní součást Frýdku-Místku.

## Plutoniová bomba

Schéma implozní bomby

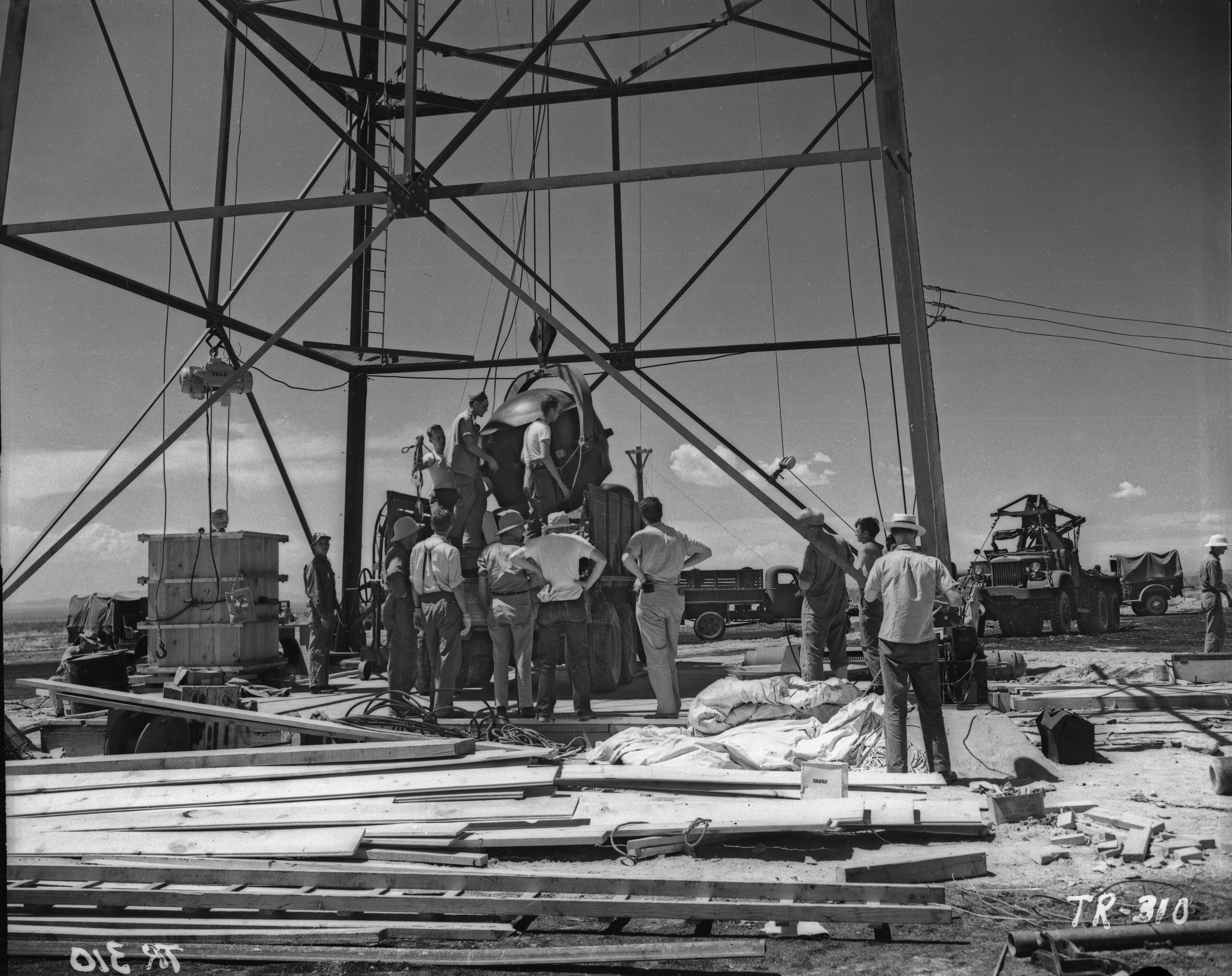
Příprava testu „Trinity“

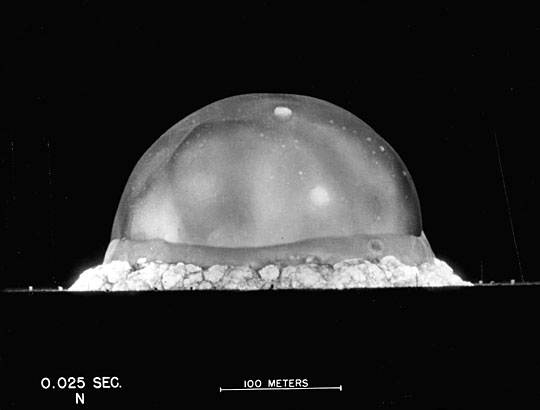
Výbuch Trinity

Začátkem roku 1945 práce na atomové bombě pokročily natolik, že vědci pracující na jejím vývoji byli přesvědčeni, že do srpna bude bomba hotová a bude připravena na zkoušku. Už v tomto období si však mnozí z nich začali uvědomovat možná rizika reálného použití této zbraně ve válce. Szilárd ještě v březnu 1945 poslal další dopis prezidentu Rooseveltovi, ve kterém vyjádřil hluboké znepokojení v souvislosti s možným bombardováním japonských měst atomovými bombami. Prezident Franklin D. Roosevelt však zemřel 12. dubna 1945 a na jeho místo nastoupil dosavadní viceprezident Harry S. Truman. Jelikož Projekt Manhattan byl přísně utajován, Truman, přestože zastával druhou nejvyšší ústavní funkci ve Spojených státech, o přípravě atomové bomby vůbec nevěděl, stejně jako Ministerstvo zahraničních věcí, až do zahájení Jaltské konference.
V hutní laboratoři v Chicagu se 4. června s Jamesem Franckem sešlo sedm fyziků, aby se dohodli na znění dokumentu, který by následně odeslali do Bílého domu. Chtěli v něm navrhnout možná řešení jak zabránit použití nové bomby proti Japonsku. Franck odeslal memorandum o „společenských a politických důsledcích atomové energie“ 11. června ministru obrany. Memorandum bylo projednáno, ale názor vědců nebyl při dalších rozhodnutích brán v úvahu.
Jako vhodné místo byla k prvnímu jadernému testu vybrána opuštěná letecká základna Alamogordo v poušti White Sands ve státě Nové Mexiko a dostala kódové označení "Trinity" (Trojice). Dne 12. července byla na základnu dopravena nejdůležitější součást atomové bomby – plutoniová nálož. Uprostřed Alamogorodské střelnice byla postavena 30 metrů vysoká věž vážící 32 tun. Kolem ní byly ve velké vzdálenosti rozmístěny měřicí přístroje a devět kilometrů na jih, sever a východ od věže byla pod zemí umístěna pozorovací stanoviště. Velitelské stanoviště bylo od věže vzdáleno 16 kilometrů. Ve vzdálenosti 30 km byl umístěn základní tábor, odkud měli výbuch sledovat vědci a vojáci. Přípravné práce trvaly dva dny. 14. července byla bomba připravena a vyzvednuta na vrchol testovací věže. Zástupce armády podepsal dokument, kterým byla atomová bomba předána z rukou vědců do rukou vojáků. Zkouška první atomové bomby byla provedena 16. července 1945 v 5:30 ráno. Ohnivá koule způsobená výbuchem dosáhla výšky 1,5 kilometru a kouř způsobený výbuchem vystoupal až do výše 12 kilometrů. Síla výbuchu byla ekvivalentní 20 000 tunám trinitrotoluenu.
Bomba vyzkoušená v Alamogordu byla vyrobena stejnou technologií jako atomová bomba Fat Man, shozená 9. srpna 1945 na japonské město Nagasaki. Hlavní součástí obou těchto bomb byl izotop plutonia 239. Pro výrobu tohoto izotopu byl použit uran 238U, který je sice sám nevhodný jako štěpný izotop, ale při jeho ostřelování neutrony může dojít k radiačnímu záchytu a vzniku 239U, který se potom β− přeměnou samovolně přemění na neptunium 239Np a plutonium 239Pu. Tento postup výroby plutonia byl vyvinut Glennem Seaborgem.

## Uranová bomba
Bomba Little Boy, shozená 6. srpna 1945 na Hirošimu byla vyrobena z uranu 235U. Jde o vzácný izotop uranu, který je oddělován od uranu 238U, nevhodného pro použití ve výbušných zařízeních. Metoda separace 235U byla vypracována Franzem Simonem a Nicholasem Kurtim. Jinou metodu vypracoval Ernest Lawrence. Obě metody byly použity v laboratořích v Oak Ridge.
Uranová bomba nebyla předem otestována a byla přímo použita k bombardování města Hirošima. Jednak byla konstrukčně jednodušší než plutoniová bomba a proto panovala značná jistota o její funkčnosti, především však při její výrobě bylo spotřebováno téměř veškeré množství tehdy dostupného čistého 235U, takže test by ani nemohl být uskutečněn.

## Atomové bombardování Japonska

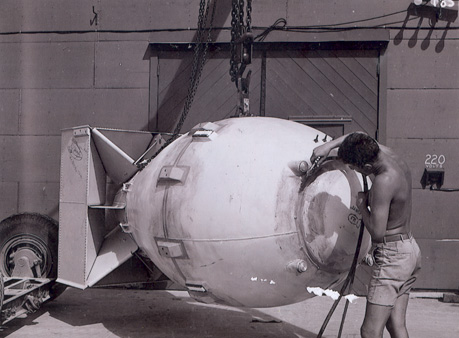
Atomová bomba Fat Man připravovaná na ostrově Tinian

Poznatky z projektu Manhattan posloužily pro konstrukci tří bomb. Zkušební plutoniová byla odpálená 16. července 1945 při testu Trinity na střelnici v Novém Mexiku. Little Boy (uranová) a Fat Man (rovněž plutoniová) byly 6. a 9. srpna 1945 shozeny na japonská města Hirošima a Nagasaki.
Za účelem shození prvních jaderných pum vznikla vojenská skupina nazvaná 509. Smíšená skupina. Jejím velitelem byl plk. Paul W. Tibbets. Vytrénoval několik posádek letadel B-29. Posádky byly nejprve pod vysokou bezpečnostní ochranou na základně ve Wendoveru poblíž Los Alamos. Všechny dopisy podléhaly cenzuře, kdokoliv, kdo by něco prozradil o skupině či jejím poslání, by šel bez milosti před vojenský soud.[zdroj?] Poté se posádky přesunuly na ostrov Tinian v Tichém oceánu, kde pobývaly na základně North Field, patrně největší americké letecké základně v Pacifiku.[zdroj?]
Dne 6. srpna 1945 ve 2 hodiny a 45 minut opustil bombardér B-29 Enola Gay ostrov Tinian spolu s dalšími dvěma letouny (Great Artiste a No. 91). V 8 hodin 14 minut dosáhly letouny Hirošimy a o 2 minuty později Paul Tibbets se svou posádkou poprvé na světě svrhli atomovou pumu na město Hirošima. O tři dny později, 9. srpna 1945 odstartoval druhý B-29 nazvaný Bockscar. Původním cílem bylo město Kokura, ale vzhledem k počasí byla bomba svržena na náhradní cíl, město Nagasaki. 

## Odkaz projektu a souvislosti

### Atomový věk
Politické a kulturní dopady vývoje jaderných zbraní byly hluboké a dalekosáhlé. Pojem „atomový věk“ (Atomic Age) poprvé použil v září 1945 ve svých článcích William Laurence z deníku The New York Times. Ten se již v letech 1943 a 1944 neúspěšně pokoušel přesvědčit Úřad pro cenzuru, aby mu povolil psaní o tomto tématu. Na jaře 1945 se stal oficiálním zpravodajem projektu Manhattan. Vládní úředníci měli pocit, že si zaslouží právo informovat o největším válečném tajemství. Laurence byl svědkem testu Trinity i bombardování Nagasaki a napsal o nich oficiální tiskové zprávy. Rovněž napsal řadu článků, jeho reportáže pomohly vytvořit povědomí veřejnosti o potenciálu jaderné technologie.

### Špionáž
Podezření ze sabotáže nebyly nikdy potvrzeny. V roce 1943 bylo jasné, že se Sovětský svaz pokouší do projektu proniknout. Podezření ze sovětské špionáže vyšetřoval podplukovník Boris T. Pash, vedoucí oddělení kontrarozvědky Velitelství západní obrany, v radiační laboratoři v Berkeley. Oppenheimer informoval Pashe, že ho oslovil kolega profesor z Berkeley Haakon Chevalier ohledně předávání informací Sovětskému svazu. Nejúspěšnějším ruským špiónem byl Klaus Fuchs, který pracoval v Los Alamos na implozivní bombě. Jeho špionáž byla odhalena až v roce 1950 v rámci protišpionážního projektu Venona. Odhalení poškodilo USA ve spolupráci na jaderném výzkumu s Británií a Kanadou a následně byli odhalen Harry Gold, David Greenglass a Julius a Ethel Rosenbergovi. Ostatní špióni jako George Koval a Theodore Hall nebyli odhaleni po následující desetiletí. Význam špionáže je těžké posoudit, protože sovětský jaderný program měl velké potíže s dostupností uranové rudy a ruští vědci podle některých historiků ztráceli čas ověřováním získaných informací místo aby jim věřili.

### Síť národních laboratoří
Po projektu Manhattan zůstala síť národních laboratoří: Lawrence Berkeley National Laboratory v Kalifornii, Los Alamos National Laboratory v Novém Mexiku, Oak Ridge National Laboratory v Tennessee, Argonne National Laboratory v Illinois nedaleko Chicaga a Ames Laboratory, stát Iowa (jsou uvedeny současné názvy laboratoří, v některých případech se i vícekrát měnily). 
Krátce po válce založil Leslie Groves ještě další dvě laboratoře: Brookhaven National Laboratory na Long Island ve státě New York a Sandia National Laboratories ve městě Albuquerque, stát Nové Mexiko. Leslie Groves jim ve fiskálním roce 1946–1947 přidělil 72 milionů dolarů na výzkumnou činnost (přes 1 miliardu v cenách roku 2023). V roce 1952 vytvořila Komise pro atomovou energii (která po válce převzala řízení amerického jaderného programu) Lawrence Livermore National Laboratory: ta původně byla pobočkou Lawrence Berkeley National Laboratory, ale později se osamostatnila. V roce 1965 vznikla ve městě Richland (stát Washington) Pacific Northwest National Laboratory, kam byly přestěhovány laboratoře z nedalekého Hanford Site, vzniklého rovněž v rámci projektu Manhattan.
Všechny tyto národní laboratoře patří mezi největší a nejvýznamnější vědecké a výzkumné laboratoře nejen v rámci USA, ale i celosvětově. V současnosti se kromě jaderného výzkumu a energetiky zabývají velice širokým spektrem oborů, např. počítače, superpočítače a kvantové počítače, vývoj biopaliv a dalších alternativních paliv, aplikace v medicíně, spolupráce na vybraných projektech v kosmonautice (např. podíl na vývoji vozítka Curiosity), nanotechnologie a mnohé další.

### Nukleární medicína a další obory
Schopnost nových reaktorů vytvářet radioaktivní izotopy v dosud neslýchaném množství vyvolala revoluci v lékařství, rychle se rozvíjela nukleární medicína, tedy využití radioaktivních látek (radiofarmak) k diagnostice a terapii různých nemocí. Již od poloviny roku 1946 začal Oak Ridge distribuovat radioizotopy do nemocnic a na univerzity. Zpočátku především jód-131 a fosfor-32 pro diagnostiku a léčbu rakoviny, později začala i produkce další izotopů využívaných pro jiné choroby. Izotopy se začaly používat také v biologickém, průmyslovém a zemědělském výzkumu.

### Manhattan Project National Historical Park

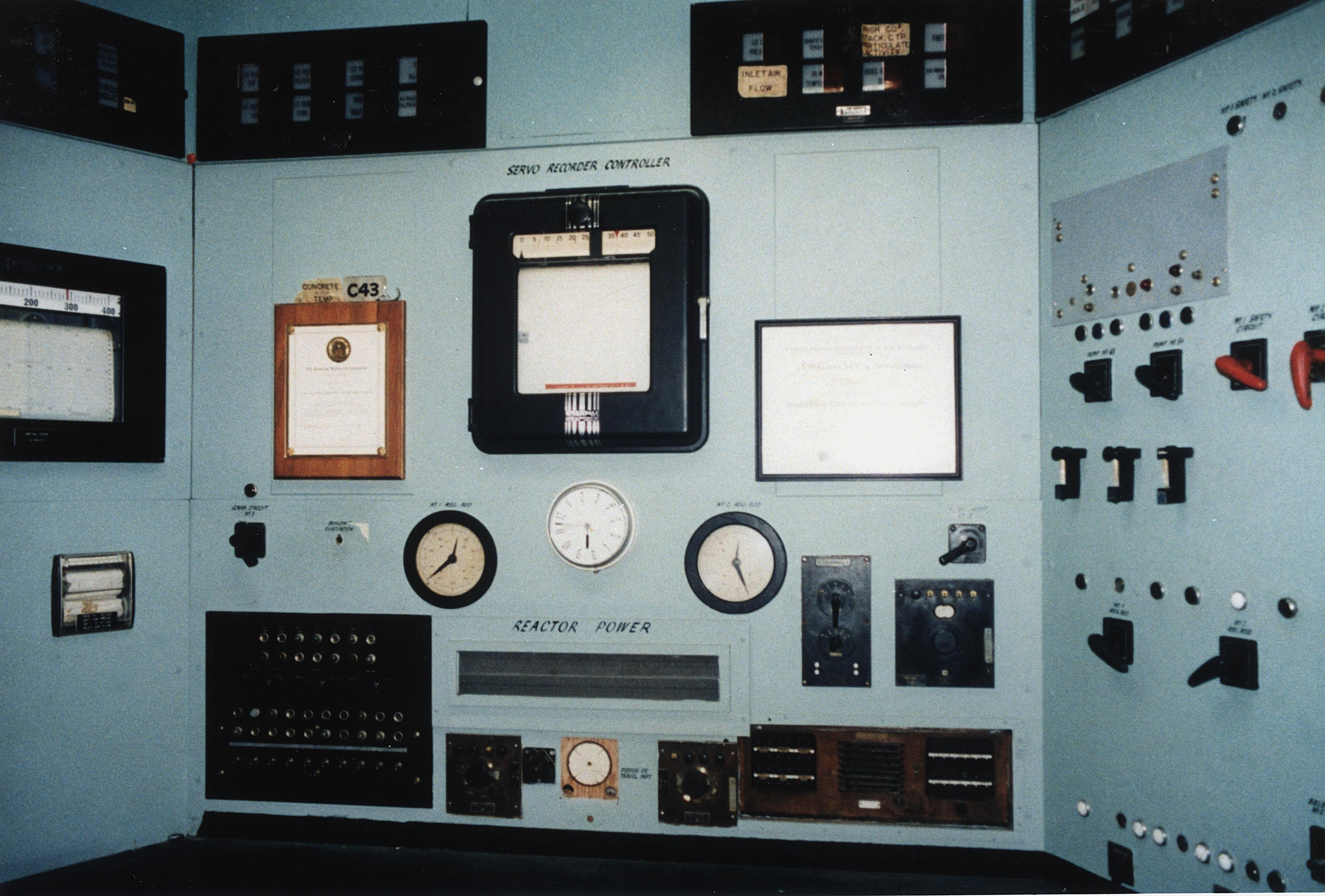
Exkurze v Oak Ridge: řídící panel grafitového reaktoru X-10

Vybrané výrobní komplexy a zařízení vybudované v rámci projektu Manhattan byly pro svůj historický význam postupně již v 60. nebo 70. letech vyhlášeny jako Národní historické památky (National Historic Landmark), některé byly prohlášeny též za národní historickou chemickou (společností American Chemical Society) nebo technologickou památku (společností American Society for Metals).
Úsilí o památkovou ochranu nejvýznamnějších objektů projektu Manhattan bylo završeno, když koncem roku 2014 byl po předchozích dvou neúspěšných pokusech přijat zákon, kterým se zřizuje Manhattan Project National Historical Park, v roce 2015 byl projekt oficiálně vyhlášen. Z několika desítek míst vztahujících se k projektu Manhattan byla vybrána tři místa, které patří mezi historicky a jinak nejvýznamnější. Park se skládá z těchto částí: „Site X“ v Oak Ridge ve státě Tennessee, „Site Y“ neboli Los Alamos a zdejší národní laboratoř a  „Site W“ v Hanfordu, stát Washington.
V návštěvní době lze bez problémů navštívit American Museum of Science and Energy v Oak Ridge nebo návštěvnické centrum projektu Manhattan a Bradbury Science Museum v Los Alamos. Ve všech třech lokalitách lze absolvovat autobusové exkurze s přímou návštěvou vybraných zařízení (např. reaktor B nebo X-10 či vybrané částí bývalých komplexů na obohacování uranu), zde však je nutná rezervace exkurze se značným předstihem, protože je o ně velký zájem, zejména v Oak Ridge.